# Peugeot 107
Pour les articles homonymes, voir 107 (homonymie).
La Peugeot 107 est une petite citadine pour quatre personnes disponible avec trois ou cinq portes commercialisée et produite du 20 juin 2005 au 4 juin 2014 par le constructeur automobile français Peugeot. Elle est remplacée par la Peugeot 108 le 5 juin 2014. C'est la sœur jumelle de la Citroën C1 I et quasi-clone de la Toyota Aygo I.

## Historique
La décision de produire des voitures d'entrée de gamme a été prise le 12 juillet 2001, lorsque les présidents de Toyota et de PSA Peugeot Citroën, Fujio Cho et Jean-Martin Folz, ont décidé de produire une petite voiture en commun pour en partager les coûts de développement et lui garantir des tarifs à partir de 8 500 euros.
Les Citroën C1, Peugeot 107 et Toyota Aygo sont construites dans l'usine de TPCA, société commune entre PSA Peugeot Citroën et de Toyota à Kolín en République tchèque. Ces trois véhicules ont été présentés en première mondiale au Salon de Genève et lancés en série le 28 février 2005. Ils sont disponibles de 2005 à 2014 puis remplacés par les Citroën C1 et Toyota Aygo de deuxième génération et par la Peugeot 108.
Ses concurrentes à sa sortie sont les Renault Twingo II, Smart Fortwo, Fiat Seicento, Daihatsu Cuore, Daewoo Matiz II, Fiat Panda II et Volkswagen Fox.

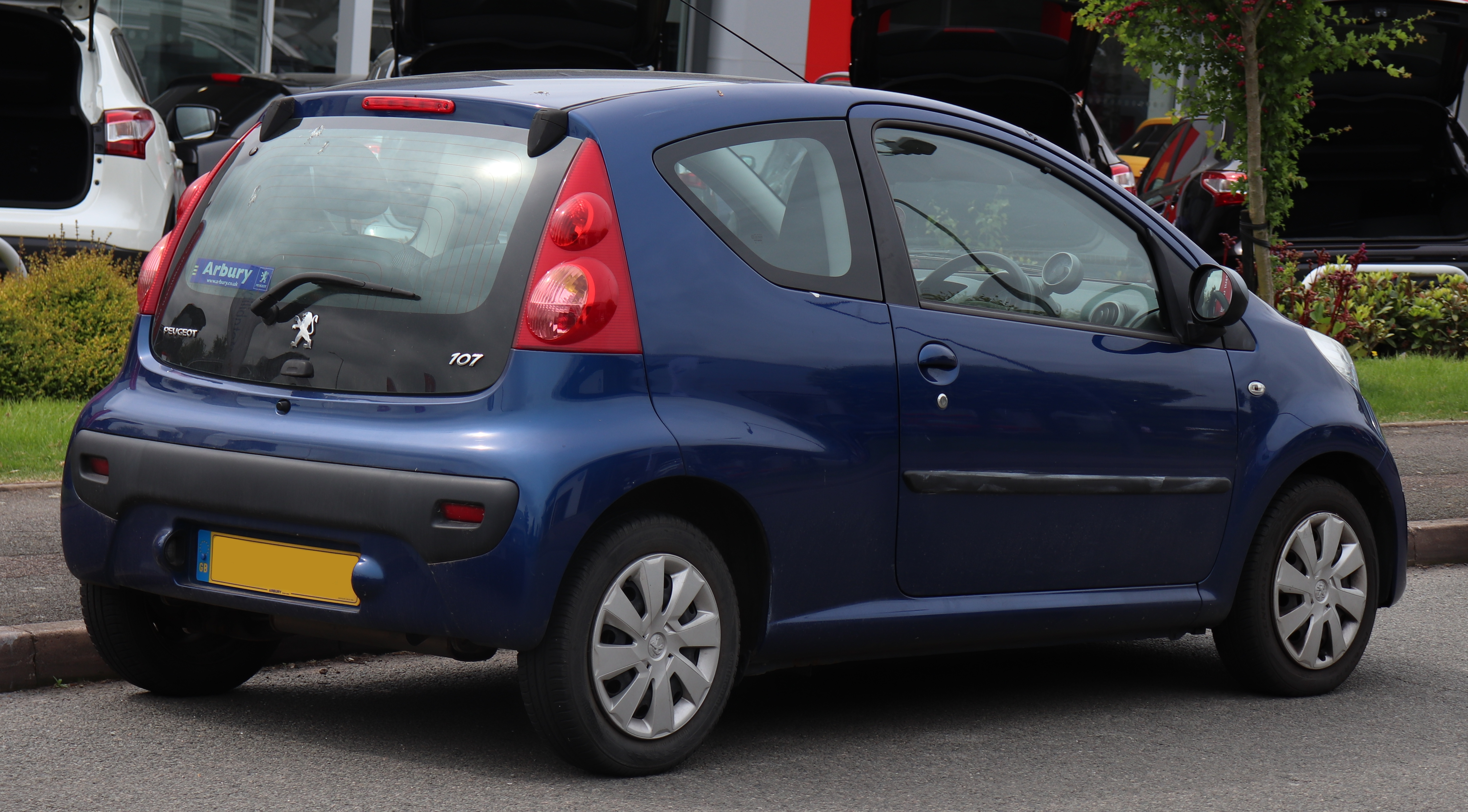
Peugeot 107 phase 1
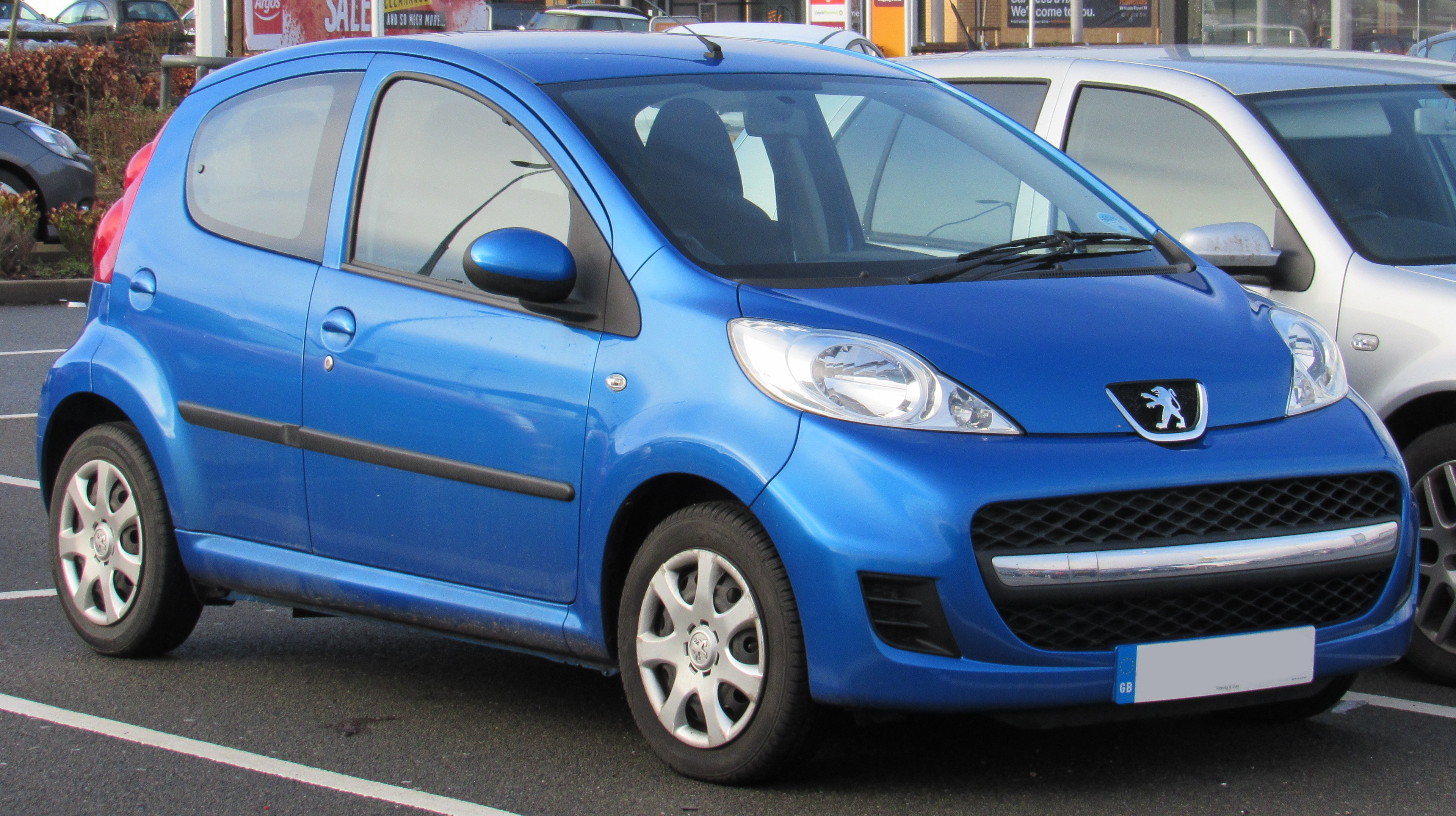
Peugeot 107 phase 2
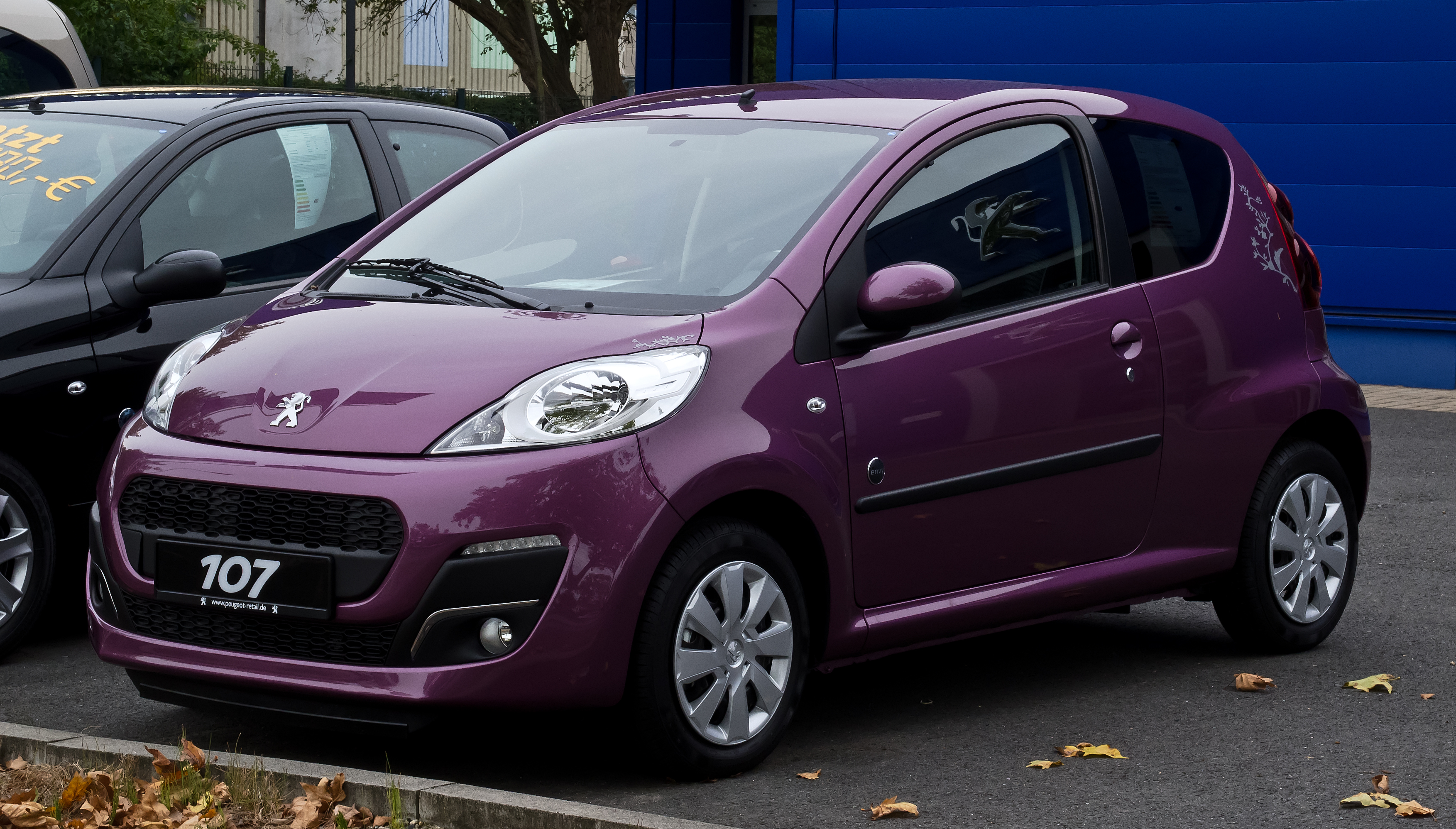
Peugeot 107 phase 3

## Spécificités

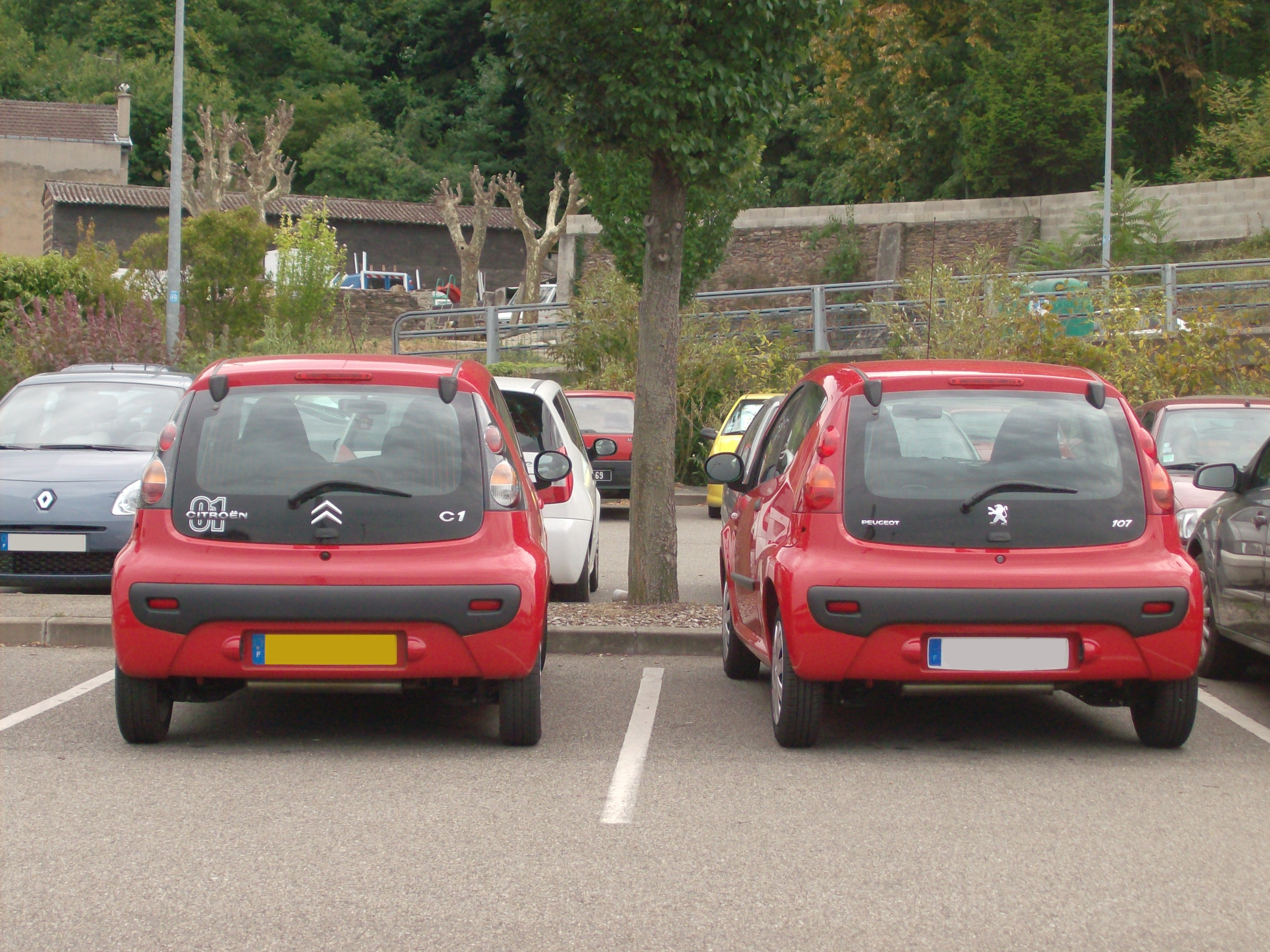
Vue arrière d'une C1 (à gauche) et d'une 107 (à droite).

Les appuie-tête avant sont intégrés, les vitres arrière sont à compas sur le modèle cinq portes, et fixes sur la trois portes.
Le hayon est une simple vitre teintée en noir dans sa partie basse (afin de supporter visuellement le logo 107 et le lion Peugeot, ainsi que l'essuie-glace).
La Peugeot se démarque de ses clones Citroën et Toyota par ses feux avant en amande et sa grande grille d'aération située sous la calandre.
Lors du premier restylage, la forme des aérations sur la 107 voit ses angles plus prononcés, afin de suivre l'évolution stylistique de la cousine 207. Lors du second restylage le 5 janvier 2012, la Peugeot 107 adopte le nouveau style Peugeot enfanté par les SR1 et HR1 : calandre flottante, nouveau logo du lion au milieu, nouveaux boucliers à LED.

## Finitions
Elle est disponible en trois finitions (Trendy, Urban et Black and Silver)[Où ?][Quand ?].

## Caractéristiques

### Moteurs
Les moteurs proposés sont :
- le bloc 1 litre essence 3 cylindres 12 soupapes d'origine Toyota ;
- le 1,4 litre Diesel HDi d'origine PSA avec rampe commune. Ce moteur n'est plus proposé depuis 2011.

Le moteur essence, qui bénéficie du savoir-faire de Toyota, est muni d'un système VVT-i de calage variable de la distribution en continu, géré par informatique (en fonction de l'accélération, de la charge…). Le moteur n'a que trois cylindres.
Chez Toyota, ce moteur est lui-même prélevé dans la section « petits modèles » de la marque, c'est-à-dire la marque Daihatsu.
On le retrouvera sur de nombreux modèles de voitures japonaises de petite taille, et même sur une future Subaru ressemblant fortement à une Opel Agila.
Le Diesel de cylindrée 1,4 litre est un modèle à 4 cylindres.
|                            | 1.4 HDi 55                         | 1.0 68                | 1.0 68                |
| -------------------------- | ---------------------------------- | --------------------- | --------------------- |
| Moteur                     | 4 cylindres en ligne (type DV/DLD) | 3 cylindres en ligne  | 3 cylindres en ligne  |
| Cylindrée                  | 1398                               | 998                   | 998                   |
| Puissance maxi             | 54 ch à 4 000 tr/min               | 68 ch à 6 000 tr/min  | 68 ch à 6 000 tr/min  |
| Couple maxi                | 130 N m à 1 750 tr/min             | 93 N m à 3 600 tr/min | 93 N m à 3 600 tr/min |
| Boîte de vitesses          | BVM5                               | BVM5                  | BVA5                  |
| Vitesse maxi               | 154                                | 157                   | 157                   |
| 0-100 km/h                 | 15,6                               | 12,3 à 13,7           | 14                    |
| Consommation (en L/100 km) | 4,1                                | 4,3 à 4,5             | 4,5 à 4,6             |
| Émissions de CO2 (en g/km) | 109                                | 99 à 103              | 104 à 107             |

### Transmission
Les deux boîtes de vitesses proposées sont :
- la boîte manuelle 5 rapports sur tous les modèles ;
- la boîte manuelle robotisée 5 rapports en option, disponible uniquement pour le modèle essence 1.0i.

La boîte manuelle robotisée pouvant également fonctionner comme une automatique.

### Freinage
Le freinage est assuré par des disques ventilés avec étriers mono-piston flottants à l'avant (que ses concurrentes n'ont pas systématiquement) et de simples tambours à l'arrière.
La tenue de cap du véhicule en freinage appuyé est très correcte, même si le poids réduit de la structure a tendance à rendre l'ABS assez pointilleux.[réf. nécessaire]

## Sécurité et habitabilité
Quatre personnes peuvent y prendre place, et elle est dotée en série pour l'Europe de l'Ouest d'un ABS, de deux coussins gonflables frontaux et d'un système de contrôle de stabilité en courbe dit CSC (mais qui n'est pas l'ESP proposé en option).
La 107 a également obtenu 4 étoiles aux crash-tests Euro NCAP pour les adultes (3 pour les enfants), avec un score total de 26 points sur 37, et elle obtient 2 étoiles pour la protection des piétons.
La pédale peut rester en position partiellement enfoncée ou revenir lentement en position d'arrêt.

## Ventes
| Année | Europe, |
| ----- | ------- |
| 2005  | 19 610  |
| 2006  | 91 025  |
| 2007  | 97 225  |
| 2008  | 98 236  |
| 2009  | 117 920 |
| 2010  | 106 408 |
| 2011  | 85 858  |
| 2012  | 69 238  |
| 2013  | 55 244  |
| 2014  | 24 356  |
| 2015  | 88      |
| 2016  | 5       |
| 2017  | 1       |
| 2018  | 2       |